# Международная коммунистическая партия (Франция)
Междунаро́дная коммунисти́ческая па́ртия (МКП, фр. Parti Communiste Internationaliste, PCI) — название нескольких троцкистских организаций, действовавших во Франции в 1930—1960-е годы, прежде всего — французской секции Четвертого интернационала в 1944—1969 годах.

## История

### 1930-е годы
Во Франции организация под названием Международная коммунистическая партия впервые была создана в марте 1936 года Раймоном Молинье и Пьером Франком. В июне этого же года партия объединилась с двумя другими троцкистскими организациями в Международную рабочую партию. Однако уже с октября 1936 года вновь действует как независимая организация. Партия не входила в состав Четвертого интернационала в связи с рядом разногласий с Львом Троцким и руководством интернационала. Издавала газету «La Commune» и журнал «La Vérité» («Правда»). Прекратила своё существование в начале 1940-х годов.

### Послевоенный период: 1944—1952 годы
В 1944 году путём слияния нескольких троцкистских групп, — Международной рабочей партии (МРП), Комитета коммунистов-интернационалистов (ККИ) и группы «Октябрь», — вновь была создана организация под именем Международной коммунистической партии. Подготовка к объединению шла по инициативе Европейского секретариата Четвертого интернационала, начавшего работу в 1942 году. В декабре 1943 года прошла встреча представителей МРП, ККИ и Европейского секретариата. В феврале — марте 1944 года процесс объединения был завершен. По предписанию конференции Европейского секретариата был сформирован Центральный комитет МКП в составе трех представителей от МРП, двух — от ККИ, одного — от группы «Октябрь» и Мишеля Пабло от Европейского секретариата. Партия издавала газету «La Veritè» (Правда), которая получила легальный статус в 1945 году.
Первый конгресс МКП состоялся в декабре 1944 года. На конгрессе был принят план действий, включавший в себя следующие вопросы, как «план реконструкции, разработанный Всеобщей конфедерацией труда, реализуемый при контроле рабочих комитетов и национализации без возмещения; правительство Соцпартии, Компартии и ВКТ; вооружение народа, рабочая милиция; международное единство действий трудящихся».
В рамках МКП действовала профсоюзная комиссия. Члены партии активно участвовали в первых послевоенных забастовках 1945—1947 годов. Во время раскола Всеобщей конфедерации труда 1947 года и создания ВКТ — «Рабочей силы» (Force Ouvriére) МКП выступала за воссоединение конфедерации и издавала газету «Unité syndicale».
В первые послевоенные годы МКП принимала участие в различных выборах. Например, в 1945 году кандидаты от партии участвовали в выборах в Законодательную ассамблею в Париже и департаменте Изер, получив вместе 10 817 голосов. Также партия участвовала во всеобщих выборах 1 июня 1946 года. Она выставила 79 кандидатов в 11 различных регионах, получив всего 44 906 голосов.
Это период в истории партии был отмечен формирование в ней различных фракций. Фракция «правых», к которой принадлежал Иван Крайпо, ориентировалась на работу среди активистов традиционных левых партий, в частности, в среде «Молодых социалистов», молодёжного крыла Соцпартии. В январе 1946 года прошёл второй конгресс МКП. На нём Иван Крайпо призвал к созданию революционной партии «путём объединения прогрессивных тенденций, которые развиваются в ФКП и Соцпартии». Однако это предложение было отклонено большинством голосов.
Третий конгресс прошёл в сентябре 1946 года. На третьем конгрессе был введен пост генерального секретаря МКП, который занял Иван Крайпо. На четвертом конгрессе в ноябре 1947 года «правые» были подвергнуты жестокой критике. Одновременно, в 1947 году представители «правой фракции» установили контакты с французскими интеллектуалами, — Давидом Руссе, Жаном-Полем Сартром и Альбером Камю. Они объединились в деле создания Объединения демократов-революционеров (Rassemblement Démocratique Révolutionnaire) — левой антисталинистской партии, придерживавшейся принципов демократического социализма. Это, однако, привело к исключению Крайпо и его сторонников из партии в 1948 году. Это решение было подтверждено на 5-м конгрессе партии в начале 1948 года. Новым генеральным секретарем МКП стал Пьер Франк.
В 1940—1950-е годы МКП активно высказывалась относительно мировых событий. В частности, против попыток Франции восстановить своё влияние в Индокитае и Алжире. Кроме того, французские троцкисты откликнулись на разрыв Сталина и Тито в 1948 году. В течение некоторого времени они развивали отношения с югославским режимом и его посольством в Париже. Летом 1950 года они организовали Французскую молодёжную рабочую группу для отправки в Югославию в целях помощи по ряду проектов. Была организована Ассоциация бригад в Югославии, которая также занималась изданием брошюры «La Brigade».

### От раскола к 1968 году
В 1952 году партия пережила раскол, который организационно оформился в 1953 году после раскола Четвертого интернационала. Причиной раскола стала тактика, принятая Четвертым интернационалом на третьем мировом конгрессе 1951 года. В соответствии с этой тактикой, троцкисты должны были вступать в массовые коммунистические и социал-демократические партии. Эта тактика была известна, как энтризм особого типа («entryism sui generis»).
В 1953 году Пьер Ламбер и Марсель Блайбтрой стали одними из инициаторов создания Международного комитета Четвертого интернационала (МКЧИ), оппозиционного Международному секретариату во главе с Мишелем Пабло. За сторонниками Ламбера и Блайбтроя осталась газета МКП «La Verité». С 1967 года их партия стала называться Международной коммунистической организацией. Члены партии, объединившиеся вокруг Пьера Франка, поддержали во время раскола 1953 года Международный секретариат Интернационала. Пьер Франк с августа 1952 года начал издание газеты «La Verité des Travailleurs». С 1962 года газета стала носить название «L’Internationale», с 1965 года — «Quatrième internationale». В 1963 году МКП стала французской секцией воссоединенного Четвертого интернационала.
Французские троцкисты потерпели неудачу в энтризме в компартию. Однако в конце 1950-х годов произошёл раскол в СФИО, в результате которого образовалась Автономная социалистическая партия, преобразовавшаяся затем с Объединённую социалистическую партию (ОСП). Члены МКП приняли решение о вступлении в ОСП. Одним из таких активистов стал Рудольф Прагер. Он был избран в состав Центрального комитета ОСП, хотя он не скрывал своей принадлежности к троцкистскому движению. Он оставался членом ОСП до президентской избирательной кампании 1969 года, когда публично поддержал кандидата от Коммунистической лиги Алена Кривина вместо кандидата от ОСП Мишеля Рокара.
Кроме того, МКП имела влияние в Союзе коммунистических студентов (СКС), главой которого был в начале 1960-х годов Ален Кривин. Под руководством Кривина был создан Университетский антифашистский фронт (Front Universitaire Antifasciste), задачей которого является борьба со сторонниками ОАС в Латинском квартале Парижа и в других местах. В 1965 году на конгрессе СКС сторонники Алена Кривина, являвшиеся левым крылом СКС, начали борьбу за «право на образование тенденций» и «последовательную десталинизацию ФКП». В следующим, 1966, году все они были исключены из компартии и создали организацию «Революционная коммунистическая молодёжь» (РКМ), сыгравшая важную роль в майских событиях 1968 года. Пьер Франк приветствовал создание РКМ и оказывал организации всестороннюю поддержку.
МКП также активно участвовала в майских событиях. МКП осуждала попытки официальной компартии ослабить восстание. Её издания осуждали переговоры ФКП и ВКТ об окончании всеобщей забастовки, которая сотрясала тогда Францию, призывали к единству рабочих и студентов, свержению правительства де Голля и создания рабочего правительства. После завершения событий мая — июня 1968 года были запрещены обе организации — как РКМ, так и МКП. В 1969 году произошло их объединение в Коммунистическую лигу, более известную затем, как Революционная коммунистическая лига.

## Организация

### Генеральные секретари МКП
- 1946—1948 — Иван Крайпо;
- 1948—1969 — Пьер Франк.

### Конгрессы МКП
| - 1-й — декабрь 1944; - 2-й — январь 1946; - 3-й — 7—10 сентября 1946; - 4-й — ноябрь 1947; - 5-й — июль 1948; - 6-й — январь 1950; - 7-й — июль 1951; - 8-й — 12—14 июля 1952; - 9-й — июль 1953; - 10-й — июль 1954; | - 11-й — декабрь 1955; - 12-й — декабрь 1956; - 13-й — 1958; - 14-й — 1959; - 15-й — 1960; - 16-й — март 1963; - Чрезвычайный конгресс — май 1964; - 17-й — ? - 18-й — октябрь 1965; - 19-й — январь 1967. |